# Loučky
Loučky (en allemand : Loutschek) est une commune du district de Semily, dans la région de Liberec, en République tchèque. Sa population s'élevait à 160 habitants en 2021.

## Géographie
Loučky se trouve à 8 km à l'ouest de Semily, à 21 km au sud-est de Liberec et à 82 km au nord-est de Prague.
La commune est limitée par Koberovy au nord-ouest, au nord et à l'est, et par Klokočí au sud et au sud-ouest.

## Histoire
La première mention écrite de la localité date de 1499.

## Galerie

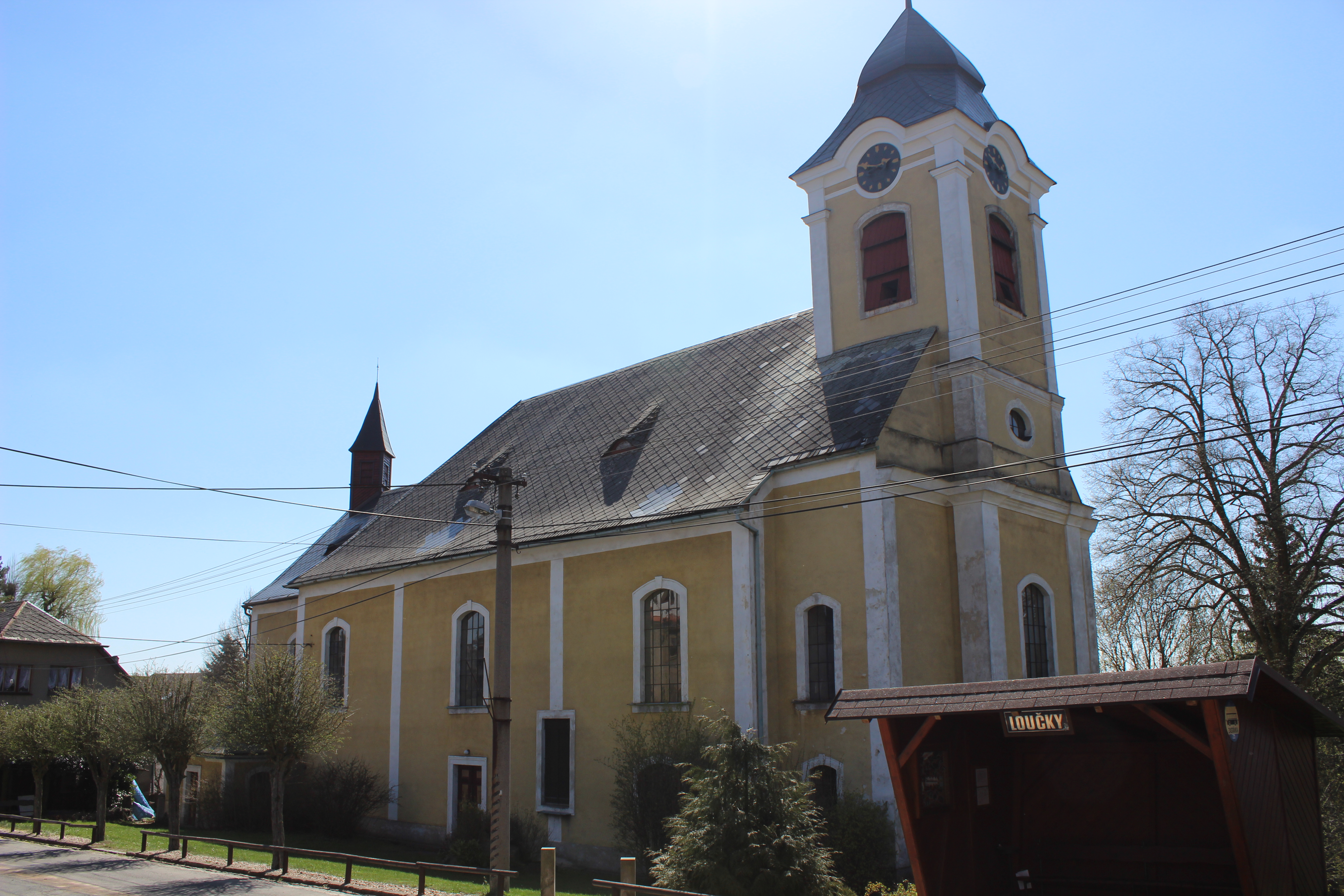
Église Saint-Antoine-de-Padoue.
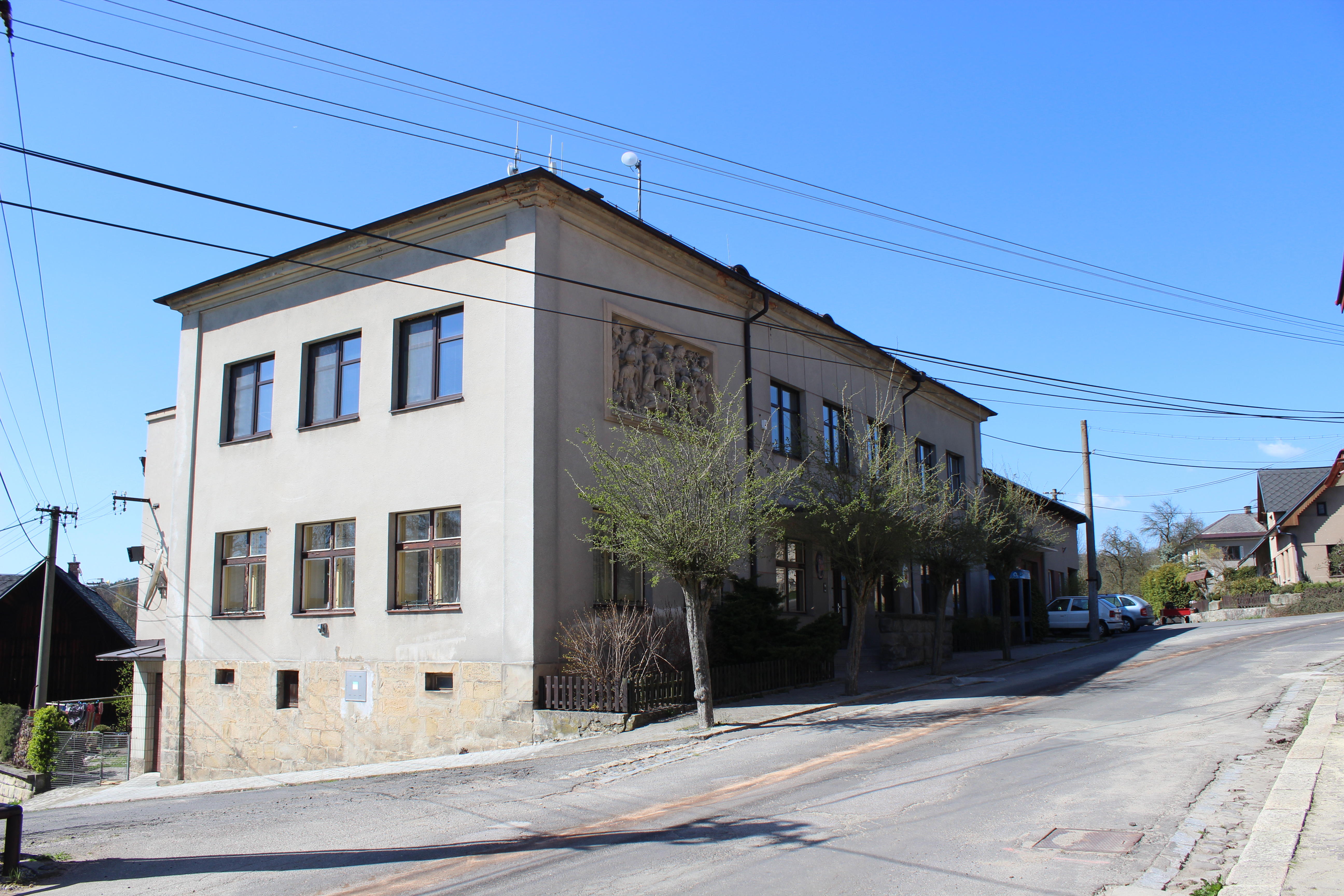
Loučky : la mairie.

## Transports
Par la route, Loučky se trouve à 9 km de Turnov, à 13 km de Semily, à 30 km de Liberec et à 100 km de Prague.